# Élections générales québécoises de 1952
L'élection générale québécoise de 1952 est tenue le 16 juillet 1952 afin d'élire les députés de la 24e législature à l'Assemblée législative du Québec (Canada). Le gouvernement sortant de l'Union nationale, dirigé par le Premier ministre Maurice Duplessis, est réélu face au Parti libéral de Georges-Émile Lapalme et forme un gouvernement majoritaire. Il s'agit de la quatrième victoire électorale de Duplessis, et la troisième consécutive.

## Contexte

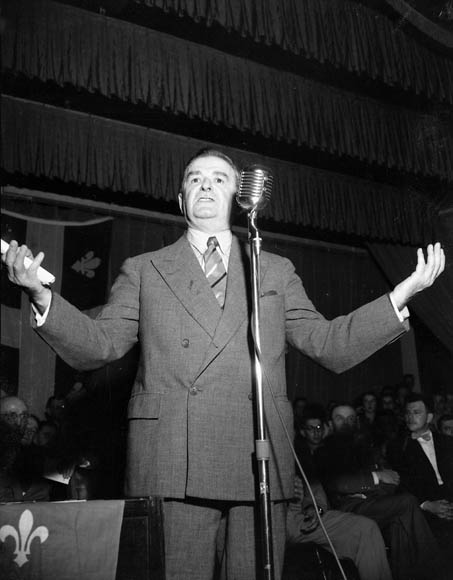
Maurice Duplessis s'adressant à la foule lors de la campagne électorale de 1952

Le Parti libéral participe aux élections avec un nouveau chef. Adélard Godbout avait quitté la direction du parti le 22 juillet 1949, après 13 ans comme chef du parti ; George Marler avait ensuite assumé l'intérim. Puis, le 20 mai 1950, Georges-Émile Lapalme est élu chef du parti lors d'un congrès tenu à Québec.
Thérèse Casgrain, fille de Sir Rodolphe Forget, député fédéral et épouse de l'avocat Pierre-François Casgrain, mais également député fédéral et président de la Chambre des communes et secrétaire d'État du gouvernement de William Lyon Mackenzie King, devient le chef du Parti social démocratique en 1951 et devient la première femme à diriger un parti politique au Québec, mais elle ne réussit jamais à se faire élire et qui dirigera son parti jusqu'en 1957.
À partir de 1952, il n'est plus possible à un candidat de briguer les suffrages dans plus d'une circonscription lors d'une même élection.
Malgré une augmentation substantielle de leur part du vote ainsi que leur nombre de sièges, les libéraux ne réussissent pas à vaincre la puissante machine électorale de l'Union nationale. Ce fut une élection très polarisée : pour la première fois depuis 1936, aucun tiers-parti ne réussit à obtenir plus de 1 % des votes.

## Dates importantes
- 28 mai 1952 : émission du bref d'élection.
- 16 juillet 1952 : scrutin
- 12 novembre 1952 : ouverture de la session.

## Résultats
| Union nationale | Libéral   | Indépendant |
| 68 sièges       | 23 sièges | 1 siège     |
| ^               |           |             |
| majorité        |           |             |

### Résultats par parti politique
| Partis | Partis                      | Chef                        | Candidats | Sièges | Sièges | Voix      | Voix   | Voix |
| Partis | Partis                      | Chef                        | Candidats | 1948   | Élus   | Nb        | %      | +/-  |
| --- | --------------------------- | --------------------------- | --------- | ------ | ------ | --------- | ------ | ---- |
| | Union nationale             | Maurice Duplessis           | 91        | 82     | 68     | 847 983   | 50,5 % | -    |
| | Libéral                     | Georges-Émile Lapalme       | 92        | 8      | 23     | 768 539   | 45,8 % | -    |
| | Social démocratique         | Thérèse Casgrain            | 23        | -      | -      | 16 039    | 1 %    | -    |
| | Union nationale indépendant | Union nationale indépendant | 10        | -      | -      | 13 197    | 0,8 %  | -    |
| | Parti national              |                             | 1         | -      | -      | 9 734     | 0,6 %  | -    |
| | Libéral indépendant         | Libéral indépendant         | 8         | -      | -      | 4 966     | 0,3 %  | -    |
| | Ouvrier progressiste        |                             | 4         | -      | -      | 3 932     | 0,2 %  | -    |
| | Ouvrier                     |                             | 3         | -      | -      | 1 027     | 0,1 %  | -    |
| | Indépendant                 | Indépendant                 | 4         | 2      | 1      | 13 846    | 0,8 %  | -    |
| Total | Total                       | Total                       | 236       | 92     | 92     | 1 679 263 | 100 %  |      |
| Le taux de participation lors de l'élection était de 75,9 % et 25 648 bulletins ont été rejetés. Il y avait 2 246 998 personnes inscrites sur la liste électorale pour l'élection. |                             |                             |           |        |        |           |        |      |

### Résultats par circonscription
- Abitibi-Est : Jacques Miquelon (Union nationale)
- Abitibi-Ouest : Émile Lesage (Union nationale)
- Argenteuil : William McOuat Cottingham (Union nationale)
- Arthabaska : Wilfrid Labbé (Union nationale)
- Bagot : Daniel Johnson (Union nationale)
- Beauce : Georges-Octave Poulin (Union nationale)
- Beauharnois : Edgar Hébert (Union nationale)
- Bellechasse : Alphée Poirier (Union nationale)
- Berthier : Azellus Lavallée (Union nationale)
- Bonaventure : Henri Jolicoeur (Union nationale)
- Brome : Charles James Fox (Union nationale)
- Chambly : John Roche (Union nationale)
- Champlain : Maurice Bellemare (Union nationale)
- Charlevoix : Arthur Leclerc (Union nationale)
- Châteauguay : Arthur Laberge (Union nationale)
- Chicoutimi : Antonio Talbot (Union nationale)
- Compton : Charles Daniel French (Union nationale)
- Deux-Montagnes : Paul Sauvé (Union nationale)
- Dorchester : Joseph-Damase Bégin (Union nationale)
- Drummond : Bernard Pinard (Parti libéral)
- Frontenac : Gérard Noël (Parti libéral)
- Gaspé-Nord : Alphonse Couturier (Union nationale)
- Gaspé-Sud : Camille-Eugène Pouliot (Union nationale)
- Gatineau : Gérard Desjardins (Union nationale)
- Hull : Alexandre Taché (Union nationale)
- Huntingdon : Alister Somerville (Union nationale)
- Iberville : Yvon Thuot (Union nationale)
- Iles-de-la-Madeleine : Hormisdas Langlais (Union nationale)
- Jacques-Cartier : Charles-Aimé Kirkland (Parti libéral)
- Joliette : Antonio Barrette (Union nationale)
- Kamouraska : Alfred Plourde (Union nationale)
- Labelle : Albiny Paquette (Union nationale)
- Lac-Saint-Jean : Antonio Auger (Union nationale)
- L'Assomption : Victor-Stanislas Chartrand (Union nationale)
- Laval : Omer Barrière (Union nationale)
- Laviolette : Charles Romulus Ducharme (Union nationale)
- Lévis : Raynald Bélanger (Parti libéral)
- L'Islet : Fernand Lizotte (Union nationale)
- Lotbinière : René Bernatchez (Union nationale)
- Maisonneuve : Alcide Montpetit (Parti libéral)
- Maskinongé : Germain Caron (Union nationale)
- Matane : Onésime Gagnon (Union nationale)
- Matapédia : Philippe Cossette (Union nationale)[2]
- Mégantic : Tancrède Labbé (Union nationale)
- Missisquoi : Jean-Jacques Bertrand (Union nationale)
- Montcalm : Maurice Tellier (Union nationale)
- Montmagny : Antoine Rivard (Union nationale)
- Montmorency : Yves Prévost (Union nationale)
- Montréal—Jeanne-Mance : Georges Guèvremont (Union nationale)
- Montréal-Laurier : Paul Provençal (Union nationale)
- Montréal-Mercier : Gérard Thibeault (Union nationale)
- Montréal—Notre-Dame-de-Grâce : Paul Earl (Parti libéral)
- Montréal-Outremont : Henri Groulx (Parti libéral)[3]
- Montréal—Sainte-Anne : Frank Hanley (Indépendant)
- Montréal—Sainte-Marie : Yvon Dupuis (Parti libéral)
- Montréal—Saint-Henri : Philippe Lalonde (Parti libéral)
- Montréal—Saint-Jacques : Omer Côté (Union nationale)
- Montréal—Saint-Louis : David Rochon (Parti libéral)
- Montréal-Verdun : Lionel-Alfred Ross (Parti libéral)
- Napierville-Laprairie : Hercule Riendeau (Union nationale)
- Nicolet : Camille Roy (Union nationale)
- Papineau : Roméo Lorrain (Union nationale)
- Pontiac : Raymond-Thomas Johnston (Union nationale)
- Portneuf : Bona Dussault (Union nationale)
- Québec-Centre : Maurice Cloutier (Union nationale)
- Québec (comté) : Jean-Jacques Bédard (Parti libéral)
- Québec-Est : Antonin Marquis (Parti libéral)
- Québec-Ouest : Jules Savard (Parti libéral)
- Richelieu : Gérard Cournoyer (Parti libéral)
- Richmond : Émilien Lafrance (Parti libéral)
- Rimouski : Alfred Dubé (Union nationale)
- Rivière-du-Loup : Roméo Gagné (Union nationale)
- Roberval : Antoine Marcotte (Union nationale)
- Rouyn-Noranda : Guy Dallaire (Union nationale)
- Rouville : Laurent Barré (Union nationale)
- Saguenay : Pierre Ouellet (Union nationale)
- Saint-Hyacinthe : Ernest-Joseph Chartier (Union nationale)
- Saint-Jean : Jean-Paul Beaulieu (Union nationale)
- Saint-Maurice : René Hamel (Parti libéral)
- Saint-Sauveur : Francis Boudreau (Union nationale)
- Shefford : Gaston Ledoux (Parti libéral)
- Sherbrooke : John Samuel Bourque (Union nationale)
- Stanstead : Léon-Denis Gérin (Union nationale)
- Témiscamingue : Paul-Oliva Goulet (Parti libéral)
- Témiscouata : Joseph-Antoine Raymond (Union nationale)
- Terrebonne : Léonard Blanchard (Union nationale)
- Trois-Rivières : Maurice Duplessis (Union nationale)
- Vaudreuil-Soulanges : Édouard Jeannotte (Union nationale)
- Verchères : Arthur Dupré (Parti libéral)
- Westmount—Saint-Georges : George Carlyle Marler (Parti libéral)
- Wolfe : Gérard Lemieux (Parti libéral)
- Yamaska : Antonio Élie (Union nationale)

## Sources
- Québec, Rapport sur les élections générales de 1952 et sur les élections partielles tenues pendant la vingt-troisième législature (1948-1952), Rédempti Paradis, Imprimeur du roi, Québec, 1952, 267 p.
- Section historique du site de l'Assemblée nationale du Québec
- Jacques Lacoursière, Histoire populaire du Québec, tome 4, éditions du Septentrion, Sillery (Québec), 1997
- Élection générale 16 juillet 1952 — QuébecPolitique.com